# Henry Segrave
Sir Henry O'Neil de Hane Segrave, född den 22 september 1896 i Baltimore, Maryland, död den 13 juni 1930 på sjön Windermere, var en brittisk racerförare. Han var den förste som innehade hastighetsrekordet på både land och vatten samtidigt.

## Första världskriget
Segrave föddes i USA och växte upp på Irland. Under första världskriget inkallades han till infanteriet men blev 1916 pilot i Royal Flying Corps. Han sårades två gånger under kriget.

## Racingkarriär
Efter kriget började Segrave tävla i bilsport på Brooklands där han vann sin första större seger 1921. Han körde grand prix-racing för Sunbeam och blev förste britt att vinna ett grand prix-lopp, Frankrikes Grand Prix 1923. Tre år senare gav han upp racingen för att fokusera på hastighetsrekord.

## Hastighetsrekord

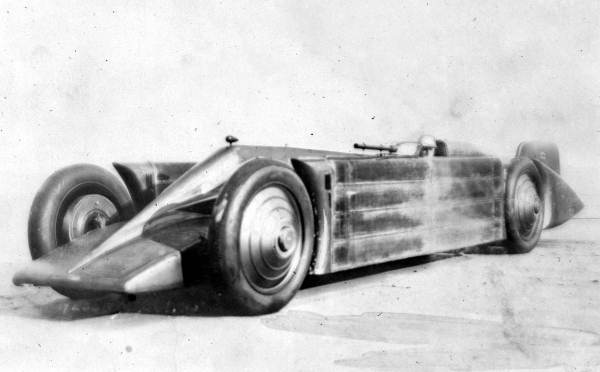
Golden Arrow

Segrave slog hastighetsrekordet på land första gången i Southport 1926 med en fyraliters Sunbeam. Året därpå blev han den förste att köra fortare än 200 mph (320 km/h) i Daytona Beach, Florida med en 1000 hk Sunbeam. Sitt sista rekord på land satte Segrave i Daytona 1929 med bilen Golden Arrow.
Efter rekordet i Daytona reste Seagrave till Miami där han även satte hastighetsrekord på vatten och blev den förste att köra fortare än 100 mph (160 km/h) med båt. Han adlades senare samma år för sina spektakulära rekordkörningar.
Seagrave omkom vid ett rekordförsök på Englands största insjö Windermere.